# Metalliclack

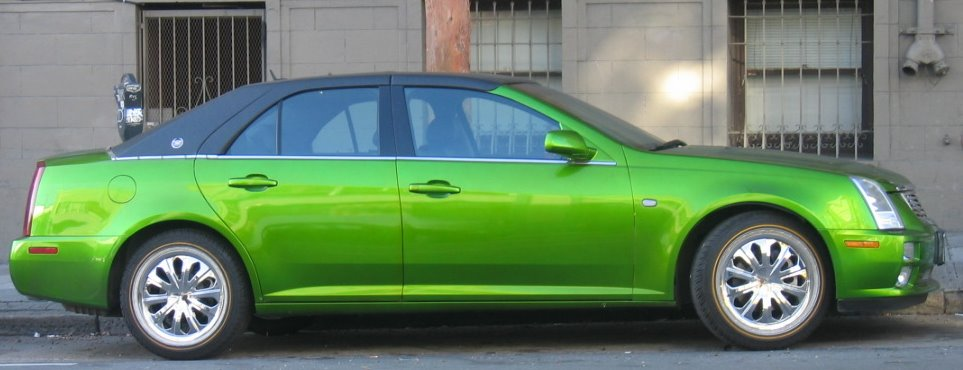
Grön metalliclack.

Metalliclack är en lack med små metallflingor i som ger ett metalliskt skimmer, som är vanligt förekommande som billack. Flakelack är en lacktyp med grövre metallflingor.